# Record de France du lancer du marteau
Pour un article plus général, voir Records de France d'athlétisme.
Le record de France senior du lancer du marteau est détenu chez les hommes par Gilles Dupray avec 82,38 m, établi le 21 juin 2000 à Chelles. Chez les femmes, le record national appartient à Alexandra Tavernier, créditée de 75,38 m  lors des Championnats de France hivernaux de lancers  longs, le 21 février 2021 à Salon-de-Provence.

## Chronologie du record de France

### Hommes
| Distance | Athlète            | Date              | Lieu             |
| -------- | ------------------ | ----------------- | ---------------- |
| 37,04 m  | Robert Saint-Pé    | 9 juin 1924       | Paris            |
| 37,33 m  | Pierre Zaïdin      | 22 juin 1924      | Colombes         |
| 37,50 m  | Robert Saint-Pé    | 21 juin 1925      | Colombes         |
| 39,89 m  | Pierre Zaïdin      | 28 juin 1925      | Béziers          |
| 40,80 m  | Pierre Zaïdin      | 5 juillet 1925    | Colombes         |
| 42,29 m  | Pierre Zaïdin      | 4 juillet 1926    | Béziers          |
| 42,74 m  | Louis Raimbourg    | 9 juin 1929       | Caen             |
| 43,54 m  | Robert Saint-Pé    | 5 juillet 1931    | Paris            |
| 44,13 m  | Robert Saint-Pé    | 19 juillet 1931   | Colombes         |
| 45,43 m  | Robert Saint-Pé    | 9 août 1931       | Troyes           |
| 45,49 m  | Robert Saint-Pé    | 17 juin 1934      | Colombes         |
| 46,15 m  | Robert Saint-Pé    | 22 septembre 1935 | Turin            |
| 46,78 m  | Joseph Wirtz       | 10 mai 1936       | Paris            |
| 50,48 m  | Joseph Wirtz       | 23 juillet 1936   | Paris            |
| 51,06 m  | Joseph Wirtz       | 23 juillet 1939   | Colombes         |
| 51,28 m  | Pierre Legrain     | 7 août 1949       | Thumeries        |
| 51,66 m  | André Osterberger  | 1er octobre 1950  | Colombes         |
| 51,71 m  | Pierre Legrain     | 16 septembre 1951 | Helsinki         |
| 52,95 m  | André Osterberger  | 22 mai 1952       | Oignies          |
| 53,30 m  | Pierre Legrain     | 2 mai 1954        | Oignies          |
| 54,00 m  | Guy Husson         | 15 juillet 1954   | Göteborg         |
| 54,61 m  | Guy Husson         | 8 août 1954       | Colombes         |
| 54,76 m  | Guy Husson         | 12 juin 1955      | Paris            |
| 56,45 m  | Guy Husson         | 4 septembre 1955  | Bordeaux         |
| 57,10 m  | Guy Husson         | 13 mai 1956       | Strasbourg       |
| 58,23 m  | Guy Husson         | 22 juillet 1956   | Troyes           |
| 58,46 m  | Guy Husson         | 29 juillet 1956   | Gien             |
| 58,56 m  | Guy Husson         | 19 août 1956      | Poitiers         |
| 58,80 m  | Guy Husson         | 7 octobre 1956    | Lyon             |
| 60,22 m  | Guy Husson         | 21 octobre 1956   | Roanne           |
| 60,85 m  | Guy Husson         | 3 juillet 1957    | Paris            |
| 61,87 m  | Guy Husson         | 25 août 1957      | Soissons         |
| 62,66 m  | Guy Husson         | 20 juillet 1958   | Reims            |
| 62,72 m  | Guy Husson         | 7 septembre 1958  | Oignies          |
| 62,80 m  | Guy Husson         | 19 septembre 1959 | Oignies          |
| 63,48 m  | Guy Husson         | 4 octobre 1959    | Mantes-la-Jolie  |
| 63,93 m  | Guy Husson         | 2 octobre 1960    | Oignies          |
| 64,69 m  | Guy Husson         | 6 août 1961       | Dole             |
| 65,52 m  | Guy Husson         | 8 septembre 1962  | Troyes           |
| 67,70 m  | Guy Husson         | 29 juin 1963      | Troyes           |
| 68,28 m  | Guy Husson         | 27 août 1966      | Aix-les-Bains    |
| 69,40 m  | Guy Husson         | 15 octobre 1967   | Aix-les-Bains    |
| 69,44 m  | Jacques Accambray  | 18 juin 1971      | Seattle          |
| 70,54 m  | Vladimir Prikhodko | 22 mai 1972       | Rehlingen        |
| 71,60 m  | Vladimir Prikhodko | 14 juillet 1972   | Trèves           |
| 71,90 m  | Jacques Accambray  | 8 septembre 1973  | Édimbourg        |
| 72,44 m  | Jacques Accambray  | 19 mai 1975       | Rehlingen        |
| 73,12 m  | Jacques Accambray  | 7 juin 1975       | Beaune           |
| 73,46 m  | Jacques Accambray  | 23 juin 1976      | Antony           |
| 75,06 m  | Walter Ciofani     | 21 avril 1984     | Melun            |
| 75,36 m  | Walter Ciofani     | 28 avril 1984     | Antony           |
| 76,38 m  | Walter Ciofani     | 6 mai 1984        | Colombes         |
| 78,50 m  | Walter Ciofani     | 25 mai 1985       | Bourg-en-Bresse  |
| 79,68 m  | Raphaël Piolanti   | 26 septembre 1992 | Bourgoin-Jallieu |
| 79,98 m  | Christophe Épalle  | 20 mai 1993       | Clermont-Ferrand |
| 80,71 m  | Gilles Dupray      | 21 mai 1998       | Clermont-Ferrand |
| 82,38 m  | Gilles Dupray      | 21 juin 2000      | Chelles          |

### Femmes
| Distance | Athlète             | Date              | Lieu              |
| -------- | ------------------- | ----------------- | ----------------- |
| 56,48 m  | Alice Meyer         | 4 juillet 1991    | Antony            |
| 56,52 m  | Florence Ezeh       | 8 juillet 1995    | Bondoufle         |
| 57,06 m  | Carole Sinoquet     | 2 mars 1996       | Nice              |
| 57,16 m  | Carole Sinoquet     | 22 juin 1996      | Bondoufle         |
| 57,32 m  | Carole Sinoquet     | 22 juin 1996      | Bondoufle         |
| 57,54 m  | Carole Sinoquet     | 22 juin 1996      | Bondoufle         |
| 57,74 m  | Florence Ezeh       | 29 juin 1996      | Montgeron         |
| 58,28 m  | Florence Ezeh       | 31 juillet 1996   | Lamballe          |
| 58,60 m  | Cécile Lignot       | 18 mai 1997       | Clermont-Ferrand  |
| 59,74 m  | Cécile Lignot       | 25 mai 1997       | Clermont-Ferrand  |
| 63,88 m  | Cécile Lignot       | 4 juin 1997       | Clermont-Ferrand  |
| 64,15 m  | Cécile Lignot       | 25 avril 1998     | Clermont-Ferrand  |
| 65,15 m  | Florence Ezeh       | 20 mars 1999      | Austin            |
| 65,41 m  | Florence Ezeh       | 20 mars 1999      | Austin            |
| 66,13 m  | Florence Ezeh       | 7 mai 1999        | Denton            |
| 66,52 m  | Manuela Montebrun   | 4 juillet 1999    | Aunay-sur-Odon    |
| 68,11 m  | Manuela Montebrun   | 9 juillet 1999    | Palma de Majorque |
| 68,48 m  | Manuela Montebrun   | 30 juin 2000      | Clermont-Ferrand  |
| 69,71 m  | Manuela Montebrun   | 2 septembre 2000  | Vittel            |
| 71,18 m  | Manuela Montebrun   | 2 septembre 2000  | Vittel            |
| 71,41 m  | Manuela Montebrun   | 15 juin 2002      | Aunay-sur-Odon    |
| 72,54 m  | Manuela Montebrun   | 15 juin 2002      | Aunay-sur-Odon    |
| 73,53 m  | Manuela Montebrun   | 4 mai 2003        | Saumur            |
| 73,74 m  | Manuela Montebrun   | 4 mai 2003        | Saumur            |
| 74,50 m  | Manuela Montebrun   | 15 juin 2003      | Villeneuve-d'Ascq |
| 74,66 m  | Manuela Montebrun   | 11 juillet 2005   | Zagreb            |
| 74,78 m  | Alexandra Tavernier | 12 août 2018      | Berlin            |
| 74,84 m  | Alexandra Tavernier | 16 juin 2019      | Chorzów           |
| 74,94 m  | Alexandra Tavernier | 11 juillet 2020   | Lyon              |
| 75,23 m  | Alexandra Tavernier | 16 septembre 2020 | Kladno            |
| 75,38 m  | Alexandra Tavernier | 21 février 2021   | Salon-de-Provence |

## Sources
- DocAthlé2003, Fédération française d'athlétisme, p. 44 et 52
- Chronologies des records de France seniors plein air